# Rhamphobrachium quadripes
Rhamphobrachium quadripes är en ringmaskart som beskrevs av Kucheruk 1979. Rhamphobrachium quadripes ingår i släktet Rhamphobrachium och familjen Onuphidae. Inga underarter finns listade i Catalogue of Life.